# Soulosse-sous-Saint-Élophe
Soulosse-sous-Saint-Élophe è un comune francese di 629 abitanti situato nel dipartimento dei Vosgi nella regione del Grand Est.

## Società

### Evoluzione demografica
Abitanti censiti
- Wikimedia Commons contiene immagini o altri file su Soulosse-sous-Saint-Élophe